# Tegua
Tegua is een eiland in Vanuatu. Het is 32 km² groot en het hoogste punt is 254 m. De enige zoogdieren die er voorkomen zijn de vleermuizen Tongavleerhond (Pteropus tonganus), Hipposideros cervinus en Miniopterus australis.

## Geografie
Het eiland meet 7 km bij 6,5 km. Aan de oostkant bevindt zich de Lateu Bay, een inham van 1,8 km. Ngwel Island ligt 600 meter uit de westkust van Tegua. 

## Bevolking
In 2009 woonden er 58 mensen in Lateu aan de oostkust.
Ongeveer 100 bewoners zijn door de overheid geëvacueerd wegens het stijgen van de zeespiegel. Bovendien lijken de eilanden door tektonische bewegingen in de aardkorst heel langzaam omlaag te zakken.